# جام باشگاه‌های تهران ۴۰–۱۳۳۹
جام باشگاه‌های تهران ۴۰–۱۳۳۹ دوره‌ای از مسابقات جام باشگاه‌های تهران بود که در دو مرحله انجام شد و با قهرمانی تیم تاج به پایان رسید. این بازی‌ها که از اوایل پاییز ۱۳۳۹ آغاز شد تقریباً یکسال به طول انجامید و با بازی تاج و کیان در ۱۴ مهر سال ۱۳۴۰ خاتمه یافت. در این فصل از بازی‌ها تیم دارایی دوم شد و دیهیم نیز در جایگاه سوم قرار گرفت.

## گروه‌بندی مرحله اول
در این سال مرحله اول بازیها با شرکت ۲۱ تیم در سه گروه مختلف انجام شد؛ که در پایان دور اول جمعاً ده تیم به دور دوم راه یافتند.
گروه اول: شاهین، پولاد، نادر، فردوسی، شعاع، بوستان ورزش، داریوش
گروه دوم: دارایی، سپه، کیان، شرق، نیکنام، آرارات، نیرو
گروه سوم: تاج، تهران‌جوان، دیهیم، البرز، کوروش، شجاعت
تیمهای راه یافته به مرحله بعدی بازی‌ها:
شاهین، نادر، شعاع، داریوش (از گروه اول)
دارایی، سپه، کیان (از گروه دوم)
تاج، تهران‌جوان، دیهیم (از گروه سوم)

منبع

## جدول رده‌بندی
| رتبه | باشگاه    | بازی | برد | مساوی | باخت | گل‌زده | گل‌خورده | امتیاز |
| ---- | --------- | ---- | --- | ----- | ---- | ----- | ------- | ------ |
| ۱    | تاج       | ۹    |     |       |      | ۲۱    | ۷       | ۲۴     |
| ۲    | دارایی    | ۹    |     |       |      | ۱۳    | ۵       | ۲۴     |
| ۳    | دیهیم     | ۹    |     |       |      | ۱۸    | ۱۲      | ۲۱     |
| ۴    | شعاع      | ۹    |     |       |      | ۱۱    | ۱۵      | ۱۸     |
| ۵    | شاهین     | ۹    |     |       |      | ۱۹    | ۱۶      | ۱۸     |
| ۶    | تهران‌جوان | ۹    |     |       |      | ۶     | ۷       | ۱۵     |
| ۷    | سپه       | ۹    |     |       |      | ۸     | ۱۳      | ۱۶     |
| ۸    | داریوش    | ۹    |     |       |      | ۱۰    | ۱۹      | ۱۵     |
| ۹    | کیان      | ۹    |     |       |      | ۱۰    | ۱۶      | ۱۲     |
| ۱۰   | نادر      | ۹    |     |       |      | ۷     | ۱۶      | ۱۱     |

منبع

## گلزنان برتر
| # | گلزنان | تعداد گل | تیم |
| - | ------ | -------- | --- |
| ۱ |        |          |     |
| ۲ |        |          |     |
| ۳ |        |          |     |